# Jakub Reiner
Józef Jakub Reiner (urodzony około 1840; zmarł 27 listopada 1866 w Irkucku) – farmaceuta z Warszawy, uczestnik powstania styczniowego, jeden z organizatorów i przywódców polskiego powstania nad Bajkałem w 1866. W powstaniu tym dowodził jednym z dwóch oddziałów konnych (około 20 jeźdźców). Po upadku powstania został aresztowany i wraz z około 680 innymi powstańcami przewieziony do Irkucka, gdzie 18 sierpnia 1866 rozpoczęło się śledztwo.
19 listopada 1866 ogłoszono wyrok: na karę śmierci skazano siedmiu przywódców, pozostałych powstańców skazano na dożywotnią katorgę. Ostatecznie rozstrzelano czterech: Narcyza Celińskiego, Gustawa Szaramowicza, Władysława Kotkowskiego i właśnie Jakuba Reinera. Wyrok wykonano 27 listopada 1866 w Irkucku na przedmieściu Uszakowka, za rogatką "jakucką", u podnóża gór w pobliżu rzeki Angary.
Przed wykonaniem wyroku skazańcy napisali listy do swych rodzin. Władze rosyjskie wysłały je do Petersburga, gdzie Aleksander II, wydał polecenie niedoręczenia ich adresatom. Niektóre listy opublikowano w roku 1963 w „Przeglądzie Historycznym”.